# 国際競走
国際競走（こくさいきょうそう）とは開催している主催者に所属している競走馬のほか、外国に厩舎を置く調教師に管理された競走馬（以下、外国馬と呼ぶ）も出走できる競走である。ただし、外国馬については最大出走可能頭数がすべての競走馬の最大出走可能頭数とは別に定められていることが多い。
アメリカやヨーロッパでは多くの競走で外国馬にも門戸を開いている。日本では外国馬に門戸を開いている競走は限られていたが徐々に国際競走を増加させており、2010年には中央競馬の平地競走の重賞が、2018年の夏季からは平地競走のオープンがそれぞれすべて国際競走となった（ひまわり賞を除く）。

## 主要な国際競走
*印がつく国際競走は、競馬法第3条の2第1項の規定に基づき、農林水産省が指定する馬券発売対象競走を示す。

### 1月
- ペガサスワールドカップ（アメリカ）
- ペガサスワールドカップターフ（アメリカ）

### 2月
- サウジカップ（サウジアラビア）*[注 1]

### 3月
- ドバイゴールデンシャヒーン（アラブ首長国連邦）*
- ドバイターフ（アラブ首長国連邦）*
- ドバイシーマクラシック（アラブ首長国連邦）*
- ドバイワールドカップ（アラブ首長国連邦）*

### 4月
- チャンピオンズマイル（香港）*
- チェアマンズスプリントプライズ（香港）*
- クイーンエリザベス2世カップ（香港）*
- クイーンエリザベスステークス（オーストラリア）*

### 5月
- ケンタッキーダービー（アメリカ）*[注 2]
- プリークネスステークス（アメリカ）*[注 2]

### 6月
- オークスステークス（イギリス）
- ダービーステークス（イギリス）*[注 3]
- ベルモントステークス（アメリカ）*[注 2]
- マンハッタンステークス（アメリカ）
- ジョッケクルブ賞（フランス）
- プリンスオブウェールズステークス（イギリス）*
- アイリッシュダービー（アイルランド）

### 7月
- エクリプスステークス（イギリス）*[注 3]
- サンクルー大賞（フランス）
- パリ大賞（フランス）
- アイリッシュオークス（アイルランド）
- キングジョージ6世&クイーンエリザベスステークス（イギリス）*
- サセックスステークス（イギリス）*[注 4]

### 8月
- ジャックルマロワ賞（フランス）*
- インターナショナルステークス（イギリス）*
- ヨークシャーオークス（イギリス）
- トラヴァーズステークス（アメリカ）
- ソードダンサーステークス（アメリカ）

### 9月
- ジョッキークラブゴールドカップ（アメリカ）
- ムーランドロンシャン賞（フランス）*[注 3]
- バーデン大賞（ドイツ）
- アイリッシュチャンピオンステークス（アイルランド）*
- ヴェルメイユ賞（フランス）

### 10月
- 凱旋門賞（フランス）*
- ジョーハーシュ・ターフクラシックステークス（アメリカ）
- カナディアンインターナショナル（カナダ）
- チャンピオンステークス（イギリス）*[注 3]
- コーフィールドカップ（オーストラリア）[注 5]
- コックスプレート（オーストラリア）*

### 11月
- メルボルンカップ（オーストラリア）[注 5]
- ブリーダーズカップ・フィリー&メアターフ（アメリカ）*[注 2]
- ブリーダーズカップ・マイル（アメリカ）*[注 2]
- ブリーダーズカップ・ターフ（アメリカ）*
- ブリーダーズカップ・クラシック（アメリカ）*

### 12月
- 香港ヴァーズ（香港）*
- 香港スプリント（香港）*
- 香港マイル（香港）*
- 香港カップ（香港）*

## シリーズ戦
近年は国際競走が世界各地で多くなってきており、その賞金額も年々増加傾向にある。そこで強い競走馬を出走させたくなるような魅力的な競走を提供すべく取り入れられたのが、複数の競走からなるシリーズ戦の導入である。シリーズ内の競走に複数勝利した場合やシリーズによって定められているポイントによる上位馬にボーナス賞金を出すことによって、シリーズへの参加を促している。2015年現在、日本の競走が組み込まれているシリーズ戦は以下の5つである。
- ワールドレーシング・チャンピオンシップ（2006年以降休止）
- グローバル・スプリント・チャレンジ（2018年以降休止）
- アジアマイルチャレンジ（2012年以降休止）
- ジャパン・オータムインターナショナル
- サマーシリーズ

サマーシリーズ（サマースプリントシリーズ・サマー2000シリーズ・サマーマイルシリーズ〈2012年開始〉・サマージョッキーズシリーズ〈2007年開始〉）は中央競馬の夏季開催を盛り上げるために2006年から行われている。当初は国際競走のシリーズではなかったが、2009年からすべての競走が国際競走になった。

## 日本における国際競走
2020年現在、日本では中央競馬のみで252競走が国際競走として指定されている。
しかしジャパンカップなど一部の競走をのぞいて日本国外からの選出馬が発表されたものの、その後選出馬の関係者（馬主、調教師ら）が出走辞退を発表して結果的に日本調教馬のみで競走が行われる事例が多数ある。これは日本のGIシーズンが日本国外の競馬においてもGI競走が比較的多く行われ、そこに照準を合わせて調教を行う馬が多いことや、日本国外から出走する場合に行われる検疫検査を行うための厩舎などの施設が充分整えられていない（現時点では中央競馬では千葉県白井市の競馬学校、東京都府中市の東京競馬場、兵庫県三木市の三木ホースランドパークの3か所、地方競馬では栃木県那須塩原市の地方競馬教養センター、大井競馬場の小林分厩舎、川崎競馬場の小向トレーニングセンターの3箇所）ことなども挙げられる。また、日本では自国もしくは近隣国の調教馬しか出走しない競走が大半であり、国際競走として外国馬には門戸を開く一方で、地方競馬所属馬に一切門戸を開いていない競走も数多く存在している。
2010年までは地方競馬では国際競走は行われていなかったが、2011年からは大井競馬の地方重賞であるサンタアニタトロフィーが本年のみ国際招待競走として開催され、また東京大賞典が地方競馬初の国際競走および国際GIとして開催されている。なお、この他の地方競馬におけるダートグレード競走には国際グレード格付けを取得しているものはない（2018年現在）。
2018年からは川崎競馬場にて開催される全日本2歳優駿が国際競走として施行されるが、国際グレードは現在のところ未取得である（現在はL格付）。また、2018年に限り従来地方競馬場で施行されていたJBC競走がJRAで開催されたため、同3レースが国際競走として施行された。

### 歴史
1970年秋に国際招待競走を施行する予定があったが実現しなかった。
1981年にジャパンカップが創設されて以後国際競走を盛んに行うようになり、過去10回の実績を踏まえて1992年にジャパンカップが国際GI競走に指定された。2004年の時点では国際指定競走は24競走（平地競走22、障害競走2）が対象となっており、そのうちジャパンカップのほか安田記念、宝塚記念、マイルチャンピオンシップの4競走が国際GI競走に、京王杯スプリングカップ、毎日王冠、阪神大賞典なども国際グレードに指定された（次項参照）。
近年は有力外国馬に国際指定競走に出走してもらうよう促すため、一定のレーティング基準を満たした外国馬が出走する場合に諸費用を日本中央競馬会（JRA）が負担する制度も設けられている。なおJRAが渡航費用を負担するのは原則として「当該馬のレーティングが110以上の場合」とされており、とくにレーティングが高い馬の場合は馬の輸送費以外に関係者の宿泊費などもJRA負担となるが（事実上の招待扱い）輸送費のみをJRAが負担し宿泊費などは自己負担となるケースもある。
中央競馬では2005年から2009年の「新5カ年計画」で2007年までに国際指定競走を従前の24から111前後に増やしており、2005年については春秋の天皇賞について各5頭までの外国馬に門戸を開放することやGI以外の重賞23、オープン特別13の36競走（すべて平地競走）を国際競走に指定し国際競走指定競走は60（平地58、障害2）と大幅に拡大された。また2007年からは有馬記念も国際指定競走となる（ただし東京優駿などを含む2 - 3歳限定競走については生産者保護の観点から2007年は対象から外れた。2009年からは3歳限定競走、2010年からは2歳限定競走に対しても徐々に対象を拡大した）。
これはSITA（国際サラブレッド競売人協会）の国際格付け（世界各地の競馬先進国をパート1,2,3と分類している）において従来日本がパート2に格付けされていたことから、それをパート1に昇格できるようにするための準備の一環である。
2007年の競馬番組でこの5ヵ年計画の中途目標が達成される見込みとなったため、IRPAC（国際格付番組企画諮問委員会）に申請を行い、2006年11月にSITAで承認、日本のパート1国への昇格が決まった。これに従い2007年から以下に示す競走が国際競走の指定を受けた。しかしSITAでは同時に「外国人馬主に関する制度の改善が行われない限り、これ以上国際グレードに指定される競走を増やすことはない」との警告も行っていた。これを受け、その後、2009年よりさらに開放を進め2010年よりすべての重賞が外国馬にも開放されたことからJRAのグレードと同じ国際グレードでの格付けがなされるようになった。

### 中央競馬
2007年に日本がパート1国へ昇格する従前からも国際グレードが付与された競走は少なからず存在したが、同年までに国際グレードが変更（格上げ、格下げ、抹消）がされたことは一度もない。以後、国際グレードが付与される競走が大幅に増えたものの国際グレードの変更がされた競走は長らく存在しなかったが、2011年に府中牝馬ステークスが前年までの国際GIIIより国際GIIに格上げされることが決定しており、これが初の変更事例となる。
たとえば安田記念は1993年から国際競走だが、国際GIに指定されたのは2004年以降である（その間は「国際グレードなし」となる）。キャピタルステークスも2002年のみ、国際競走ではなかった。有馬記念は2006年まで国際競走ではなかったが、2000年から同年のジャパンカップ優勝外国馬に限り出走可能だった。
なお国際グレードを取得している重賞競走において国際グレードとJRAグレードはすべて一致しており、過去をさかのぼっても食い違いの例は存在しない。これはJRAが意図して食い違いを避けていたためであり、前述の安田記念が1993年から11年間の間も「国際グレードなし」の国際競走として施行され続けたのはその理由によるものである（従前から国際GIIとしてならば国際グレードを取得できる水準に達していたが、国際GIの水準と認められるまで国際グレードの指定を拒んでいた）。
なお、国際パート1に指定されたことを受けて、JRAでは2007年から国際競走である場合は従前の国際互換のある「Gグレード」、国際競走でない、あるいは国際競走であっても国際グレードの格付け基準を満たしていない競走は日本限定の「Jpnグレード」としていたが、2009年からすべてのJRA重賞を国際競走とすることから、日本グレード格付け管理委員会の審査により、既存重賞は「Gグレード」、新設重賞については原則として創設から最低2年間は格付け無しの「（新設）重賞」とする規定となった。
2018年夏季からは、九州産馬限定のひまわり賞を除くオープン特別競走がすべて国際競走として施行され、また、2019年より現行のオープン特別競走のうち、重賞に次いで生産の指標として重要とされる競走と位置付けられるもの、いわゆる準重賞競走を「リステッド競走（L格付け）」に指定する。対象の競走はグレード競走と同様に日本グレード格付け管理委員会で審査し決定される（詳細は中央競馬のオープン特別競走の項を参照）。
2021年からは、ジャパンカップ出走馬の調教パートナーとして帯同する馬の出走機会を確保し、外国調教馬がジャパンカップに出走しやすい環境を整えるため、ジャパンカップ開催週に条件戦の国際競走を新設することとなり、当年度は4競走が新たに設定された。
競馬の競走格付け#海外の独自格付けとの関係も参照されたい。
JRAグレードで格上げ、格下げされた競走は以下。
- ジャパンカップ（1984年にグレード制導入に伴いJRAGI）
- 大阪杯（2016年までJRAGII）
- 富士ステークス（1997年までオープン特別、1998年からJRAGIII）
- セントウルステークス（2005年はJRAGIII）
- CBC賞（2005年までJRAGII）
- 鳴尾記念（1997年から1999年までJRAGII）

以下は、中央競馬で施行されている国際競走の一覧である。

#### 国際GI
| 競走名                           | 現グレード以外での国際競走                               | 国際GI   |
| -------------------------------- | -------------------------------------------------------- | -------- |
| フェブラリーステークス           | なし                                                     | 2007年 - |
| 高松宮記念                       | 2001年 - 2006年（JRA GI）                                | 2007年 - |
| 大阪杯                           | 2003年（JRA GII） 2004年 - 2016年（国際GII）             | 2017年 - |
| 桜花賞                           | なし                                                     | 2010年 - |
| 皐月賞                           | なし                                                     | 2010年 - |
| 天皇賞（春）                     | 2005年 - 2006年（JRA GI）                                | 2007年 - |
| NHKマイルカップ                  | なし                                                     | 2009年 - |
| ヴィクトリアマイル               | 2006年（JRA GI） 2007年 - 2008年（JpnI）                 | 2009年 - |
| 優駿牝馬                         | なし                                                     | 2010年 - |
| 東京優駿                         | なし                                                     | 2010年 - |
| 安田記念                         | 1993年 - 2003年（JRA GI）                                | 2004年 - |
| 宝塚記念                         | 1997年 - 2000年（JRA GI）                                | 2001年 - |
| スプリンターズステークス         | 1994年 - 2005年（JRA GI）                                | 2006年 - |
| 秋華賞                           | なし                                                     | 2009年 - |
| 菊花賞                           | なし                                                     | 2010年 - |
| 天皇賞（秋）                     | 2005年 - 2006年（JRA GI）                                | 2007年 - |
| エリザベス女王杯                 | 1999年 - 2006年（JRA GI）                                | 2007年 - |
| マイルチャンピオンシップ         | 1998年 - 2003年（JRA GI）                                | 2004年 - |
| ジャパンカップ                   | 1981年 - 1983年（JRAオープン） 1984年 - 1991年（JRA GI） | 1992年 - |
| チャンピオンズカップ             | 2000年 - 2006年（JRA GI）                                | 2007年 - |
| 阪神ジュベナイルフィリーズ       | なし                                                     | 2010年 - |
| 朝日杯フューチュリティステークス | なし                                                     | 2010年 - |
| 有馬記念                         | なし                                                     | 2007年 - |
| ホープフルステークス             | 2010年 - 2013年（国際GIII） 2014年 - 2016年（国際GII）   | 2017年 - |

#### 国際GII
| 競走名                         | 現グレード以外での国際競走                                                             | 国際GII  |
| ------------------------------ | -------------------------------------------------------------------------------------- | -------- |
| 日経新春杯                     | 2006年（JRA GII）                                                                      | 2007年 - |
| アメリカジョッキークラブカップ | 2006年（JRA GII） 2007年 - 2008年（JpnII）                                             | 2009年 - |
| プロキオンステークス           | 2005年 - 2006年（JRA GIII） 2007年 - 2024年（国際GIII）                                | 2025年 - |
| 京都記念                       | 2005年 - 2006年（JRA GII）                                                             | 2007年 - |
| 中山記念                       | 2005年 - 2006年（JRA GII）                                                             | 2007年 - |
| チューリップ賞                 | 2010年 - 2017年（国際GIII）                                                            | 2018年 - |
| 弥生賞ディープインパクト記念   | なし                                                                                   | 2010年 - |
| 金鯱賞                         | 2000年 - 2006年（JRA GII）                                                             | 2007年 - |
| フィリーズレビュー             | なし                                                                                   | 2010年 - |
| スプリングステークス           | なし                                                                                   | 2010年 - |
| 阪神大賞典                     | なし                                                                                   | 2002年 - |
| 日経賞                         | 2002年 - 2006年（JRA GII）                                                             | 2007年 - |
| ニュージーランドトロフィー     | なし                                                                                   | 2009年 - |
| 阪神牝馬ステークス             | 2006年（JRA GII）                                                                      | 2007年 - |
| マイラーズカップ               | なし                                                                                   | 2004年 - |
| フローラステークス             | なし                                                                                   | 2010年 - |
| 青葉賞                         | なし                                                                                   | 2010年 - |
| 京都新聞杯                     | なし                                                                                   | 2009年 - |
| 京王杯スプリングカップ         | 1994年 - 2000年（JRA GII）                                                             | 2001年 - |
| 目黒記念                       | 2005年 - 2006年（JRA GII） 2007年 - 2008年（JpnII）                                    | 2009年 - |
| 札幌記念                       | なし                                                                                   | 2009年 - |
| 紫苑ステークス                 | 2016年 - 2022年（国際GIII）                                                            | 2023年 - |
| セントウルステークス           | 2005年（JRA GIII） 2006年（JRA GII）                                                   | 2007年 - |
| ローズステークス               | なし                                                                                   | 2009年 - |
| セントライト記念               | なし                                                                                   | 2010年 - |
| オールカマー                   | 1995年 - 2006年（JRA GII）                                                             | 2007年 - |
| 神戸新聞杯                     | なし                                                                                   | 2010年 - |
| 毎日王冠                       | 1996年 - 2000年（JRA GII）                                                             | 2001年 - |
| 京都大賞典                     | なし                                                                                   | 2003年 - |
| アイルランドトロフィー         | なし                                                                                   | 2025年 - |
| 富士ステークス                 | 1984年 - 1997年（JRAオープン） 1998年 - 2001年（JRA GIII） 2002年 - 2019年（国際GIII） | 2020年 - |
| スワンステークス               | 1998年 - 2006年（JRA GII）                                                             | 2007年 - |
| 京王杯2歳ステークス            | なし                                                                                   | 2010年 - |
| アルゼンチン共和国杯           | 2005年 - 2006年（JRA GII） 2007年 - 2008年（JpnII）                                    | 2009年 - |
| デイリー杯2歳ステークス        | なし                                                                                   | 2010年 - |
| 東京スポーツ杯2歳ステークス    | 2010年 - 2020年（国際GIII）                                                            | 2021年 - |
| ステイヤーズステークス         | 2005年 - 2006年（JRA GII） 2007年 - 2008年（JpnII）                                    | 2009年 - |
| 阪神カップ                     | 2006年（JRA GII） 2007年 - 2008年（JpnII）                                             | 2009年 - |

#### 国際GIII
| 競走名                         | 現グレード以外での国際競走                             | 国際GIII                 |
| ------------------------------ | ------------------------------------------------------ | ------------------------ |
| 中山金杯                       | 2006年（JRA GIII）                                     | 2007年 -                 |
| 京都金杯                       | 2006年（JRA GIII）                                     | 2007年 -                 |
| 愛知杯                         | なし                                                   | 2007年 -                 |
| フェアリーステークス           | なし                                                   | 2009年 -                 |
| シンザン記念                   | なし                                                   | 2009年 -                 |
| 京成杯                         | なし                                                   | 2009年 -                 |
| 小倉牝馬ステークス             | なし                                                   | 2025年 -                 |
| 平安ステークス                 | 2006年（JRA GIII）                                     | 2007年 -                 |
| 東京新聞杯                     | 2005年 - 2006年（JRA GIII）                            | 2007年 -                 |
| 根岸ステークス                 | 2005年 - 2006年（JRA GIII）                            | 2007年 -                 |
| 共同通信杯                     | なし                                                   | 2009年 -                 |
| 小倉大賞典                     | なし                                                   | 2009年 -                 |
| シルクロードステークス         | 2006年（JRA GIII）                                     | 2007年 -                 |
| ダイヤモンドステークス         | 2006年（JRA GIII） 2007年 - 2008年（JpnIII）           | 2009年 -                 |
| きさらぎ賞                     | なし                                                   | 2009年 -                 |
| クイーンカップ                 | なし                                                   | 2009年 -                 |
| チャーチルダウンズカップ       | なし                                                   | 2009年 -                 |
| 阪急杯                         | 2005年 - 2006年（JRA GIII）                            | 2007年 -                 |
| オーシャンステークス           | 2006年（JRA GIII） 2007年 - 2008年（JpnIII）           | 2009年 -                 |
| 中京記念                       | 2005年 - 2006年（JRA GIII）                            | 2007年 -                 |
| 中山牝馬ステークス             | 2006年（JRA GIII）                                     | 2007年 -                 |
| フラワーカップ                 | なし                                                   | 2009年 -                 |
| ファルコンステークス           | なし                                                   | 2009年 -                 |
| 毎日杯                         | なし                                                   | 2009年 -                 |
| マーチステークス               | 2006年（JRA GIII）                                     | 2007年 -                 |
| ダービー卿チャレンジトロフィー | 2006年（JRA GIII）                                     | 2007年 -                 |
| 福島牝馬ステークス             | なし                                                   | 2007年 -                 |
| アンタレスステークス           | 2005年 - 2006年（JRA GIII）                            | 2007年 -                 |
| 新潟大賞典                     | 2005年 - 2006年（JRA GIII） 2007年 - 2008年（JpnIII）  | 2009年 -                 |
| 葵ステークス                   | 2018年（新設重賞） 2019年 - 2021年（重賞）             | 2022年 -                 |
| ユニコーンステークス           | なし                                                   | 2009年 -                 |
| しらさぎステークス             | なし                                                   | 2025年 -                 |
| 府中牝馬ステークス             | 2005年 - 2006年（JRA GIII） 2011年 - 2024年（国際GII） | 2007年 - 2010年 2025年 - |
| エプソムカップ                 | 2005年 - 2006年（JRA GIII）                            | 2007年 -                 |
| CBC賞                          | 2004年 - 2005年（JRA GII） 2006年（JRA GIII）          | 2007年 -                 |
| ラジオNIKKEI賞                 | なし                                                   | 2009年 -                 |
| 函館スプリントステークス       | なし                                                   | 2009年 -                 |
| 七夕賞                         | 2006年（JRA GIII）                                     | 2007年 -                 |
| 東海ステークス                 | 2006年（JRA GII） 2007年 - 2024年（国際GII）           | 2025年 -                 |
| アイビスサマーダッシュ         | 2006年（JRA GIII） 2007年 - 2008年（JpnIII）           | 2009年 -                 |
| 函館記念                       | なし                                                   | 2009年 -                 |
| 小倉記念                       | なし                                                   | 2009年 -                 |
| 関屋記念                       | 2005年 - 2006年（JRA GIII）                            | 2007年 -                 |
| 函館2歳ステークス              | なし                                                   | 2010年 -                 |
| 北九州記念                     | なし                                                   | 2009年 -                 |
| クイーンステークス             | なし                                                   | 2009年 -                 |
| レパードステークス             | 2009年（新設重賞） 2010年（重賞）                      | 2011年 -                 |
| 新潟記念                       | 2006年（JRA GIII）                                     | 2007年 -                 |
| キーンランドカップ             | なし                                                   | 2009年 -                 |
| 札幌2歳ステークス              | なし                                                   | 2010年 -                 |
| 新潟2歳ステークス              | なし                                                   | 2010年 -                 |
| 中京2歳ステークス              | なし                                                   | 2025年 -                 |
| チャレンジカップ               | 2005年 - 2006年（JRA GIII）                            | 2007年 -                 |
| 京成杯オータムハンデキャップ   | 2006年（JRA GIII）                                     | 2007年 -                 |
| エルムステークス               | なし                                                   | 2009年 -                 |
| シリウスステークス             | 2006年（JRA GIII）                                     | 2007年 -                 |
| サウジアラビアロイヤルカップ   | 2014年（新設重賞） 2015年（重賞）                      | 2016年 -                 |
| アルテミスステークス           | 2012年（新設重賞） 2013年（重賞）                      | 2014年 -                 |
| 武蔵野ステークス               | 2000年 - 2001年（JRA GIII）                            | 2002年 -                 |
| ファンタジーステークス         | なし                                                   | 2010年 -                 |
| みやこステークス               | なし                                                   | 2010年 - 2017年 2019年 - |
| 福島記念                       | 2006年（JRA GIII） 2007年 - 2008年（JpnIII）           | 2009年 -                 |
| 京都2歳ステークス              | なし                                                   | 2014年 -                 |
| 京阪杯                         | 2005年 - 2006年（JRA GIII）                            | 2007年 -                 |
| 鳴尾記念                       | 1997年 - 1999年（JRA GII） 2006年（JRA GIII）          | 2007年 -                 |
| 中日新聞杯                     | なし                                                   | 2009年 -                 |
| カペラステークス               | 2008年（JpnIII）                                       | 2009年 -                 |
| ターコイズステークス           | 2015年（新設重賞） 2016年（重賞）                      | 2017年 -                 |

#### 国際グレード外
| 競走名                | グレード | 国際競走施行年 |
| --------------------- | -------- | -------------- |
| JBCスプリント         | JpnI     | 2018年         |
| JBCクラシック         | JpnI     | 2018年         |
| JBCレディスクラシック | JpnI     | 2018年         |

#### オープン特別
| 年              | 競走数 | L格付                | 備考                     |
| --------------- | ------ | -------------------- | ------------------------ |
| 1981年 - 1983年 | 1      |                      | 一般競走                 |
| 1984年 - 1997年 | 1      | 富士ステークス       |                          |
| 1998年 - 2000年 | 0      | 競走なし             |                          |
| 2001年          | 1      | キャピタルステークス |                          |
| 2002年          | 0      | 競走なし             |                          |
| 2003年 - 2004年 | 1      | キャピタルステークス |                          |
| 2005年          | 14     | この年から増加       |                          |
| 2006年          | 18     |                      |                          |
| 2007年          | 23     |                      |                          |
| 2008年          | 38     |                      |                          |
| 2009年 - 2017年 | 37     | 1競走減少            |                          |
| 2018年          | 88     |                      |                          |
| 2019年          | 111    | 63                   | リステッド競走の指定開始 |
| 2020年          | 123    | 63                   |                          |
| 2021年          | 130    | 62                   |                          |
| 2022年          | 134    | 63                   |                          |
| 2023年          | 138    | 64                   |                          |

#### 3勝クラス以下特別・一般
| 競走名                 | 競走条件  | 国際競走施行年                |
| ---------------------- | --------- | ----------------------------- |
| シャングリラステークス | 3勝クラス | 2021年 -                      |
| ウェルカムステークス   | 3勝クラス | 2021年 -                      |
| （一般競走）           | 2勝クラス | 1競走：2021年 2競走：2022年 - |
| オリエンタル賞         | 2勝クラス | 2021年                        |

#### 障害競走（国際グレードなし）
| 競走名                     | グレード     | 国際競走施行年 |
| -------------------------- | ------------ | -------------- |
| ペガサスジャンプステークス | オープン特別 | 2001年 -       |
| 中山グランドジャンプ       | J・GI        | 2000年 -       |
| 中山大障害                 | J・GI        | 2011年 -       |

### 地方競馬
地方競馬においては、日本の競馬が国際セリ名簿基準書におけるパート1国に認定されて以後も、外国馬の受け入れ体制が十分ではないため、東京大賞典以外は国際グレードの格付けがなされず、日本限定グレードである「Jpn（I - III）」を使用しており、国際的なセリ名簿評価で、競走格と馬名をゴシック表示できる「ブラックタイプ競走」においては世界的に最も最低評価に当たる「制限付きリステッド競走（LR=リステッド・リストリクテッド）」とされている。2023年度から実施する予定の全日本的なダートグレード競走の体系整備の実施に際して、2028年度から段階を追って「Jpn」格付けをすべて国際競走の認定を受けることを目指し、地方競馬においても国際格付けの取得へ向けた賞金設定・レースレーティング設定、外国馬の受け入れなどの体制整備に取り組むとしている。

#### 国際GI
| 競走名     | 現グレード以外での国際競走 | 国際GI   |
| ---------- | -------------------------- | -------- |
| 東京大賞典 | なし                       | 2011年 - |

#### ダートグレード競走（国際グレードなし）
| 競走名        | グレード | 国際競走施行年 |
| ------------- | -------- | -------------- |
| 全日本2歳優駿 | JpnI / L | 2018年 -       |

#### 地方重賞
| 競走名                 | 国際競走施行年 |
| ---------------------- | -------------- |
| サンタアニタトロフィー | 2011年         |

## 国際競走の推移
| 年              | 平地             | 平地     | 平地    | 平地             | 平地             | 平地             | 平地                    | 平地             | 平地             | 平地             | 平地             | 平地             | 平地             | 平地             | 平地         | 合計 |
| 年              | 重賞             | 重賞     | 重賞    | 重賞             | 重賞             | 重賞             | 重賞                    | 重賞             | オープン特別     | オープン特別     | オープン特別     | オープン特別     | オープン特別     | オープン特別     | オープン特別 | 合計 |
| --------------- | ---------------- | -------- | ------- | ---------------- | ---------------- | ---------------- | ----------------------- | ---------------- | ---------------- | ---------------- | ---------------- | ---------------- | ---------------- | ---------------- | ------------ | ---- |
| 1981年 - 1983年 | 1                | 1        | 1       | 1                | 1                | 1                | 1                       | 1                | 1                | 1                | 1                | 1                | 1                | 1                | 1            | 2    |
|                 | 国際グレードなし |          |         |                  |                  |                  |                         |                  |                  |                  |                  |                  |                  |                  |              |      |
| JRAGI           | JRAGI            | JRAGI    | JRAGII  | JRAGII           | JRAGII           | JRAGIII          | JRAGIII                 | JRAGIII          | JRAGIII          | オープン特別     | オープン特別     | オープン特別     | オープン特別     | オープン特別     |              |      |
| 1984年 - 1991年 | 1                | 1        | 1       | 0                | 0                | 0                | 0                       | 0                | 0                | 0                | 1                | 1                | 1                | 1                | 1            | 2    |
|                 | 国際GI           | 国際GI   | 国際GII | 国際GII          | 国際GIII         | 国際GIII         | 小計                    | 小計             | 国際グレードなし | 国際グレードなし | 国際グレードなし | 国際グレードなし | 国際グレードなし | 国際グレードなし | 小計         |      |
| JRAGI           | 国際GI           | 国際GI   | 国際GII | 国際GII          | 国際GIII         | 国際GIII         | 小計                    | 小計             | JRAGII           | JRAGIII          | オープン特別     | オープン特別     | オープン特別     |                  | 小計         |      |
| 1992年          | 1                | 1        | 0       | 0                | 0                | 0                | 1                       | 1                | 0                | 0                | 0                | 1                | 1                | 1                | 1            | 2    |
| 1993年          | 1                | 1        | 0       | 0                | 0                | 0                | 1                       | 1                | 1                | 0                | 0                | 1                | 1                | 1                | 2            | 3    |
| 1994年          | 1                | 1        | 0       | 0                | 0                | 0                | 1                       | 1                | 2                | 1                | 0                | 1                | 1                | 1                | 4            | 5    |
| 1995年          | 1                | 1        | 0       | 0                | 0                | 0                | 1                       | 1                | 2                | 2                | 0                | 1                | 1                | 1                | 5            | 6    |
| 1996年          | 1                | 1        | 0       | 0                | 0                | 0                | 1                       | 1                | 2                | 3                | 0                | 1                | 1                | 1                | 6            | 7    |
| 1997年          | 1                | 1        | 0       | 0                | 0                | 0                | 1                       | 1                | 3                | 4                | 0                | 1                | 1                | 1                | 8            | 9    |
| 1998年          | 1                | 1        | 0       | 0                | 0                | 0                | 1                       | 1                | 4                | 5                | 1                | 0                | 0                | 0                | 10           | 11   |
| 1999年          | 1                | 1        | 0       | 0                | 0                | 0                | 1                       | 1                | 5                | 5                | 1                | 0                | 0                | 0                | 11           | 12   |
|                 | 平地             | 平地     | 平地    | 平地             | 平地             | 平地             | 平地                    | 平地             | 平地             | 平地             | 障害             | 障害             | 障害             | 障害             | 障害         |      |
| 国際GI          | 国際GII          | 国際GIII | 小計    | 国際グレードなし | 国際グレードなし | 国際グレードなし | 国際グレードなし        | 国際グレードなし | 小計             | 国際グレードなし | 国際グレードなし | 国際グレードなし | 国際グレードなし | 小計             |              |      |
| 国際GI          | 国際GII          | 国際GIII | 小計    | JRAGI            | JRAGII           | JRAGIII          | JRAGIII                 | オープン特別     | 小計             | J・GI            | J・GII           | J・GIII          | オープン特別     | 小計             |              |      |
| 2000年          | 1                | 0        | 0       | 1                | 6                | 5                | 2                       | 2                | 0                | 13               | 1                | 0                | 0                | 0                | 1            | 15   |
| 2001年          | 2                | 2        | 0       | 4                | 6                | 3                | 2                       | 2                | 1                | 12               | 1                | 0                | 0                | 1                | 2            | 18   |
| 2002年          | 2                | 3        | 2       | 7                | 6                | 4                | 0                       | 0                | 0                | 10               | 1                | 0                | 0                | 1                | 2            | 19   |
| 2003年          | 2                | 4        | 2       | 8                | 6                | 5                | 0                       | 0                | 1                | 12               | 1                | 0                | 0                | 1                | 2            | 22   |
| 2004年          | 4                | 6        | 2       | 12               | 4                | 5                | 0                       | 0                | 1                | 10               | 1                | 0                | 0                | 1                | 2            | 24   |
| 2005年          | 4                | 6        | 2       | 12               | 6                | 10               | 16                      | 16               | 14               | 46               | 1                | 0                | 0                | 1                | 2            | 60   |
| 2006年          | 5                | 6        | 2       | 13               | 6                | 15               | 33                      | 33               | 18               | 72               | 1                | 0                | 0                | 1                | 2            | 87   |
|                 | GI               | GII      | GIII    |                  | JpnI             | JpnII            | JpnIII                  | JpnIII           |                  |                  |                  |                  |                  |                  |              |      |
| 2007年          | 12               | 16       | 31      | 59               | 1                | 4                | 5                       | 5                | 23               | 33               | 1                | 0                | 0                | 1                | 2            | 94   |
| 2008年          | 12               | 16       | 31      | 59               | 1                | 5                | 6                       | 6                | 38               | 50               | 1                | 0                | 0                | 1                | 2            | 111  |
| 2009年          | 15               | 25       | 58      | 98               | 0                | 0                | 1                       | 1                | 37               | 38               | 1                | 0                | 0                | 1                | 2            | 138  |
|                 | GI               | GI       | GII     | GII              | GIII             | GIII             | オープン特別            | オープン特別     | オープン特別     |                  |                  |                  |                  |                  |              |      |
| 2010年          | 22               | 22       | 34      | 34               | 67               | 67               | 37                      | 37               | 37               | 160              | 1                | 0                | 0                | 1                | 2            | 162  |
|                 | 中央             | 中央     | 中央    | 中央             | 中央             | 中央             | 中央                    | 中央             | 中央             | 中央             | 中央             | 中央             | 中央             | 中央             | 地方         |      |
| 平地            | 平地             | 平地     | 平地    | 平地             | 平地             | 平地             | 平地                    | 平地             | 障害             | 障害             | 障害             | 障害             | 障害             |                  | 地方         |      |
| GI              | JpnI             | GII      | GII     | GIII             | GIII             | オープン特別     | 3勝クラス以下特別・一般 | 小計             | 国際グレードなし | 国際グレードなし | 国際グレードなし | 国際グレードなし | 小計             |                  | 地方         |      |
| GI              | JpnI             | GII      | GII     | GIII             | GIII             | オープン特別     | 3勝クラス以下特別・一般 | 小計             | J・GI            | J・GII           | J・GIII          | オープン特別     | 小計             |                  | 地方         |      |
| 2011年          | 22               | 0        | 35      | 35               | 66               | 66               | 37                      | 0                | 160              | 2                | 0                | 0                | 1                | 3                | 2            | 165  |
| 2012年 - 2013年 | 22               | 0        | 35      | 35               | 67               | 67               | 37                      | 0                | 161              | 2                | 0                | 0                | 1                | 3                | 1            | 165  |
| 2014年          | 22               | 0        | 36      | 36               | 69               | 69               | 37                      | 0                | 164              | 2                | 0                | 0                | 1                | 3                | 1            | 168  |
| 2015年          | 22               | 0        | 36      | 36               | 68               | 68               | 37                      | 0                | 163              | 2                | 0                | 0                | 1                | 3                | 1            | 167  |
| 2016年          | 22               | 0        | 36      | 36               | 70               | 70               | 37                      | 0                | 165              | 2                | 0                | 0                | 1                | 3                | 1            | 169  |
| 2017年          | 24               | 0        | 34      | 34               | 70               | 70               | 37                      | 0                | 165              | 2                | 0                | 0                | 1                | 3                | 1            | 169  |
| 2018年          | 24               | 3        | 34      | 34               | 70               | 70               | 88                      | 0                | 219              | 2                | 0                | 0                | 1                | 3                | 2            | 224  |
| 2019年          | 24               | 0        | 34      | 34               | 71               | 71               | 111                     | 0                | 240              | 2                | 0                | 0                | 1                | 3                | 2            | 245  |
| 2020年          | 24               | 0        | 35      | 35               | 70               | 70               | 123                     | 0                | 252              | 2                | 0                | 0                | 1                | 3                | 2            | 257  |
| 2021年          | 24               | 0        | 36      | 36               | 69               | 69               | 130                     | 4                | 263              | 2                | 0                | 0                | 1                | 3                | 2            | 268  |
| 2022年          | 24               | 0        | 36      | 36               | 69               | 69               | 134                     | 4                | 267              | 2                | 0                | 0                | 1                | 3                | 2            | 272  |
| 2023年 - 2024年 | 24               | 0        | 37      | 37               | 68               | 68               | 138                     | 4                | 271              | 2                | 0                | 0                | 1                | 3                | 2            | 276  |